# Корбетт, Джо
Джозеф Алоизиус Корбетт (англ. Joseph Aloysius Corbett, 4 декабря 1875, Сан-Франциско, Калифорния — 2 мая 1945, там же) — американский бейсболист, питчер. Победитель чемпионата Национальной лиги 1896 года в составе «Балтимор Ориолс».

## Биография

### Ранние годы
Джо Корбетт родился 4 декабря 1875 года в Сан-Франциско. Он был одиннадцатым ребёнком в семье Патрика и Кэтрин, выходцев из Ирландии. Одним его старших братьев был боксёр Джим Корбетт. Его отец к тому времени был преуспевающим владельцем конюшни. Родители стремились дать хорошее образование своим детям. Джо в возрасте пятнадцати лет поступил на подготовительное отделение колледжа Святой Марии, чтобы затем там же получить высшее образование. С детства он играл в различных бейсбольных командах.
В колледже Джо впервые попробовал себя в роли питчера. Во время летних каникул он играл в полупрофессиональных лигах, но серьёзно задумался о спортивной карьере только в 1895 году. По приглашению своего брата Джима, который не только был чемпионом мира по боксу, но и хорошим бейсболистом, он уехал на восток страны. Там Джо играл в чемпионате Восточной лиги за «Скрантон Коал Хиверс» и «Торонто Кэнакс». 

### Главная лига бейсбола
В августе, видимо благодаря протекции старшего брата, Джо получил приглашение в команду Главной лиги бейсбола «Вашингтон Сенаторз». В дебютной игре он провёл на поле шесть иннингов и потерпел поражение, но удостоился положительного отзыва о своей игре в газете Chicago Tribune. Главный тренер команды Гас Шмельц доверил Корбетту провести ещё две игры в стартовом составе. По итогам сезона у Джо было два поражения при показателе пропускаемости ERA 5,68. В четырёх матчах он также выходил на поле на позиции шортстопа и аутфилдера, но реализовал всего два выхода на биту из пятнадцати.
Весной 1896 года Джо работал на сборах с «Балтимором». Он не смог завоевать доверие тренера команды Неда Хэнлона и с началом чемпионата отправился в клуб В-лиги «Норфолк Брэйвз». В Виргинской лиге Корбетт провёл на поле пятьдесят семь иннингов с пропускаемостью 1,74 и одержал пять побед при двух поражениях. После этого он вернулся в «Скрантон». Выступление в Восточной лиге тоже было удачным и в начале августа «Ориолс» выкупили его контракт. За «Балтимор» Джо дебютировал в качестве реливера, но затем был переведён на место стартового питчера. Его удачные действия в концовке сезона помогли «Ориолс» выиграть чемпионат Национальной лиги.
В начале 1897 года «Балтимор» покинули питчеры Сэйди Макмэн, Дьюк Эспер и Джордж Хемминг. В клубе рассчитывали на Корбетта, но тот пропустил всю предсезонную подготовку, помогая своему брату готовиться к бою против Боба Фицсиммонса в Карсон-Сити. Вернувшись в расположение Ориолс к началу чемпионата, Джо провёл сезон на высоком уровне. Он одержал двадцать четыре победы при всего восьми поражениях с пропускаемостью 3,11, проведя на поле триста тринадцать иннингов. Впечатление от второй половины чемпионата было испорчено проявлениями сложного характера Джо. В августе в игре с «Филадельфией» он ушёл с поля, когда партнёры по команде высказали недовольство его игрой. Корбетт также отказался продолжать игру в одном из решающих матчей сезона с «Бостоном» после того, как в него попал отбитый мяч. По этим причинам Нед Хэнлон практически не задействовал Джо осенью в играх Кубка Темпла. После окончания сезона 1897 года он семь лет не выходил на поле в Главной лиге бейсбола.

### Перерыв в карьере
В межсезонье многие клубы были заинтересованы в приобретении Корбетта, но Хэнлон не планировал расставаться с молодым талантом. В то же время Джо и «Ориолс» не могли договориться о новом контракте. Корбетт просил повысить заработную плату с 900 до 3 000 долларов, а клуб был готов предложить только 2 400. Джо наотрез отказывался от таких условий и только перед началом весенних сборов сказал, что согласен на 2 500. Казалось, что стороны придут к соглашению, но Хэнлон, возмущённый отказом игрока, заявил что предложение клуба окончательное и не подлежит пересмотру, даже если потеря Корбетта будет стоить команде титула.
Джо уехал в Сан-Франциско и устроился на работу спортивным обозревателем в газету San Francisco Call. Время от времени он выходил на поле за полупрофессиональную команду из Окленда. Затем в семье Корбетта случилась трагедия. 16 августа его отец Патрик, которому было на тот момент шестьдесят два года, застрелил спящую жену, а затем покончил с собой. Оставшуюся часть года Джо провёл за улаживанием различных формальностей, связанных с делами отца. 
В конце 1898 года несколько команд Национальной лиги снова предприняли попытку приобрести Корбетта у «Балтимора». Однако позиция Хэнлона оставалась твёрдой — или Джо играет за «Ориолс» на их условиях или не играет нигде. В 1899 году права на Корбетта перешли к «Бруклин Супербас». Туда же перешёл и Нед Хэнлон. Обеими командами владел один консорциум бизнесменов и для Джо ситуация не изменилась. Ему снова предложили 2 400 долларов за сезон, от которых он отказался. Оставшись в Сан-Франциско, он продолжил работать в газете и занимался управлением конюшней. В июне Джо женился на дочери местного строителя Элизабет Махоуни. Вскоре после свадьбы он объявил о завершении своей бейсбольной карьеры. В течение следующих четырёх лет Корбетт занимался бизнесом и делами семьи. Возникающее время от времени желание играть в бейсбол он удовлетворял выступлениями за разные полупрофессиональные или независимые команды. 

### Возвращение
В январе 1903 года Джо принял участие в выставочной игре в составе команды звёзд Американской лиги. Он сделал шесть страйкаутов и газета Chicago Tribune написала, что Корбетт способен играть в высшей лиге. Спустя два месяца он подписал контракт с клубом Лиги Тихоокеанского побережья «Лос-Анджелес Энджелс». По условиям контракта Джо получал 5 000 долларов за сезон и график тренировок, составленный так, чтобы не мешать его бизнесу в Сан-Франциско. В составе команды он одержал двадцать три победы при шестнадцати поражениях и стал лидером лиги по числу сделанных страйкаутов. «Энджелс» выиграли чемпионат.
Удачное выступление снова привлекло к нему внимание команд Главной лиги бейсбола. Корбетт подписал контракт с «Сент-Луис Кардиналс» и 18 апреля 1904 года впервые после перерыва вышел на поле в игре МЛБ. В первой игре он сделал десять страйкаутов, но по ходу сезона стало очевидно, что Джо уже не может стабильно играть на высоком уровне. В составе команды он одержал пять побед при восьми поражениях с пропускаемостью ERA 4,39. «Кардиналс» приняли решение отчислить его. 1 августа 1904 года карьера Корбетта в МЛБ завершилась.

### Младшие лиги
Вернувшись домой, Джо подписал контракт с клубом «Сан-Франциско Силс». Сразу после этого Хэнлон обратился с жалобой в Национальную бейсбольную комиссию, считая что после отчисления из «Сент-Луиса» права на него должны вернуться «Бруклину». Комиссия объявила, что Корбетту запрещается играть за какой-либо клуб до вынесения решения по делу. «Силс», поддерживаемые Лигой Тихоокеанского побережья, на следующий день выпустили его на игру чемпионата. Когда начался процесс, Хэнлон отказался от своих претензий, которые могли повлечь за собой конфликт лиги с комиссией, управлявшей всем бейсболом в стране.
За оставшуюся часть сезона 1904 года Джо провёл на поле 231 2/3 иннинга, одержав четырнадцать побед при десяти поражениях. Неплохо он начал и следующий чемпионат, но 22 июня объявил, что завершает выступления. Несмотря на категоричность заявления, Корбетт недолго оставался вне игры. Уже в 1906 году он вышел на поле в чемпионате Калифорнийской лиги, сначала за «Стоктон Миллерс», а затем в составе «Сан-Хосе Пран Пикерс». Ещё две игры он сыграл за «Сан-Франциско» на позиции аутфилдера.
Пропустив ещё два сезона, Джо вернулся в «Силс» в чемпионате 1909 года. В двенадцати матчах он одержал четыре победы при семи поражениях, хотя его показатель пропускаемости 2,61 был неплохим. Затем Корбетт в третий раз закончил игровую карьеру. 
В 1916 году, в возрасте сорока лет, Джо предпринял последнюю попытку вернуться. 23 апреля он провёл полную игру за «Силс» против «Энджелс», допустив всего четыре хита и выиграв со счётом 8:1. В начале мая «Сан-Франциско» отчислили его, сокращая заявку команды до требуемых правилами восемнадцати игроков. Четвёртое завершение карьеры стало последним.

### После бейсбола
Закончив играть, Джо некоторое время работал в отделении Банка Италии в Сан-Франциско. Затем он открыл салун, работал в нефтяной компании. Также он работал тренером бейсбольной команды Университета Санта-Клары. 
В 1933 году от рака умер Джим Корбетт, который был для своего брата кумиром на протяжении всей жизни. Спустя четыре года Джо перенёс сердечный приступ. Следующий, 2 мая 1945 года, стал для него смертельным. 